# Nils Hjalmar Odhner
Nils Hjalmar Odhner (* 6. Dezember 1884 in Stockholm; † 12. Juni 1973) war ein schwedischer Malakologe. Er gilt als der „Große Alte Mann“ der schwedischen Weichtierforschung.

## Leben
Nils Hjalmar Odhner wurde als Sohn des Fabrikanten Hjalmar Odhner und dessen Ehefrau Eva geb. Mannerström geboren. Er wuchs in Stockholm auf und besuchte dort die Schule, die er 1903 mit dem Abitur abschloss. Er studierte anschließend Zoologie am Zootomischen Institut der Universität Stockholm. Seine Studien absolvierte er zügig; 1908 war er bereits Phil. Kandidat, 1910 Phil. Lizentiat und 1912 wurde er zum Dr. phil. promoviert und erhielt bereits die Lehrbefähigung. In der Dissertation beschäftigte er sich mit der Morphologie des Nephridialsystems der Muscheln und dessen Bedeutung für die Phylogenese. Doch dies war nicht seine erste wissenschaftliche Arbeit. Bereits 1907 noch als Student hatte er seine erste wissenschaftliche Arbeit über Hinterkiemerschnecken und Pteropoden veröffentlicht. Bereits ab 1904 erhielt er die Möglichkeit, seine Forschungen im Naturhistoriska riksmuseet in Stockholm durchzuführen. 1915 erhielt er dort eine Stelle als Museumsassistent. 1946 wurde er zum Professor und zum Leiter der Evertebraten-Abteilung ernannt. Nur kurz danach wurde er auch Leiter des gesamten Museums. 1949 ging er in Pension, behielt jedoch einen Arbeitsplatz im Museum und konnte so als Pensionär weiter aktiv forschen. Er war Mitglied von mehreren wissenschaftlichen Gesellschaften, wie der Königlich Schwedischen Akademie der Wissenschaften, der Physiographischen Gesellschaft zu Lund, der Deutschen Malakologischen Gesellschaft und der Malacological Society of London.

## Forschungsinteressen
Bereits 1906 begleitete er Professor Hamberg auf seiner Expedition nach Lappland und sammelte dort Landschnecken. Die Resultate publizierte er bereits 1908 in einem der Expeditionsbände. In der Folgezeit beschäftigte er sich mit den marinen arktischen Weichtieren, den subfossilen Weichtieren Skandinaviens und vor allem den rezenten Land- und Süßwasserweichtieren Skandinaviens. Auf dem Gebiet der Muschelfamilie der Kugelmuscheln (Sphaeriidae) und der Schneckenfamilie Bernsteinschnecken (Succineidae) führte er grundlegende Forschungen durch und galt als der weltweit führende Experte. Später wandte er sich immer mehr den Weichtieren anderer Weltmeere und Kontinente zu. Auch dehnte er sein Forschungsgebiet innerhalb der Weichtiere, das vorher auf Schnecken und Muscheln beschränkt war, auf die Wurmmollusken, die Kahnfüßer, die Käferschnecken und Kopffüßer aus. Ein paar wenige Arbeiten führten ihn auch in den Bereich der Paläontologie und der Geologie. Im Laufe seines langen Forscherlebens publizierte er über 100 z. T. sehr umfangreiche Fachpublikationen. Insgesamt schlug er mehr als 400 neue wissenschaftliche Taxa vor, die von der Klasse bis zur Varietät reichen. Den Namen der Klasse Einschaler innerhalb des Stammes er Weichtiere schlug er in einem Brief an Wilhelm Wenz vor, der ihn dann mit seinem Autornamen 1940 publizierte. Eine ganze Reihe von Weichtierarten sind nach ihm benannt worden (z. B. Archidoris odhneri (MacFarland, 1966), Dicata odhneri Schmekel, 1967). Die Gattung Odhneria und verschiedene Arten der Saugwürmer sind jedoch nach Theodor Odhner benannt.

## Werke (Auswahl)
- Nils Hjalmar Odhner: Northern and arctic invertebrates in the collection of the Swedish State Museum (Riksmuseum). III. Opisthobranchia and Pteropoda. In: Kungliga Svenska Vetenskap-Akademien Handlingar, 41(4). Stockholm 1907, S. 1–116.
- Die Mollusken der lappländischen Hochgebirge. In: Naturw. Unters. Sarekgeb., 4(2). Stockholm 1908, S. 133–168.
- Morphologische und phylogenetische Untersuchungen über die Nephridien der Lamellibranchien. In: Z. wiss. Zool., 100(2). Berlin 1912, S. 287–391.
- Die Molluskenfaun des Takern. In: Sjön Tàkerns Fauna oh Flora, 8. Stockholm 1929, S. 1–129.
- Beiträge zur Malakozoologie der Kanarischen Inseln. Lamellibranchien, Cephalopoden, Gastropoden. In: Ark. Zool., 23A(14), Stockholm 1931, S. 1–116.